# AI: The Somnium Files – Nirvana Initiative
AI: The Somnium Files – Nirvana Initiative (яп. AI：ソムニウムファイル ニルヴァーナ イニシアチブ, кириліз.: Ай: Сомунюму Фаіру Нірувана Інішячібу, досл. «Ай: Файли сну — Ініціатива “Нірвана”») — пригодницька відеогра в жанрі візуальної новели, випущена у 2022 році компанією Spike Chunsoft, яка також виступила її розробником. Є продовженням AI: The Somnium Files (2019) та розповідає про старшу Мідзукі Дате та нового ігрового персонажа Курото Рюкі, які розслідують справу про «вбивства напівтіл». Ігровий процес поєднує сегменти візуальної новели та дослідження від третьої особи у сценах розслідування сновидінь.
Сценарист Котаро Учікоші повернувся для роботи над грою та знову співпрацював із дизайнером персонажів Юске Кодзакі, тоді як дизайнер і асистент режисера першої частини Акіра Окада став режисером.
Реліз відбувся у червні 2022 року для Nintendo Switch, PlayStation 4, Windows та Xbox One в Японії та Північній Америці, а в липні 2022 року — в Європі та Океанії.

## Сетинг
Через шість років після подій AI: The Somnium Files Мідзукі Дате, прийомна донька Канаме Дате, працює агенткою підрозділу Advanced Brain Investigation Squad (ABIS). Її напарницею є Айба — штучний інтелект, вбудований у її кібернетичне ліве око, яка раніше допомагала Канаме Дате. Разом вони розслідують серію вбивств, відому як «вбивства напівтіл» — нерозкриту справу шестирічної давності, що знову стає актуальною. Події також охоплюють розслідування шестирічної давнини, коли головними слідчими у справі були агент ABIS Курото Рюкі та його «очне» партнерка Тама. Обидва герої використовують процес, відомий як «Psync», що дає змогу занурюватися у Somnium — світ сновидінь підозрюваних або свідків — та отримувати звідти інформацію для розкриття злочину.

## Сприйняття
| Агрегатор  | Оцінка                                         |
| ---------- | ---------------------------------------------- |
| Metacritic | PC: 88/100 NS: 85/100 PS4: 85/100 XONE: 84/100 |

| Видання               | Оцінка |
| --------------------- | ------ |
| Destructoid           | 8.5/10 |
| Famitsu               | 34/40  |
| Hardcore Gamer        | 4.5/5  |
| Nintendo Life         | 9/10   |
| Nintendo World Report | 7.5/10 |
| PC Gamer (США)        | 83/100 |
| Push Square           | 7/10   |
| RPGFan                | 78/100 |
| TouchArcade           | 4.5/5  |

### Огляди
AI: The Somnium Files – nirvanA Initiative отримала загалом схвальні відгуки, згідно з агрегатором Metacritic.
Оглядач з Hardcore Gamer відзначав, що сюжет гри був «блискучим» у всіх аспектах, а музика — «фантастичною». Nintendo Life похвалив персонажів, озвучення, сюжетну основу та поєднання візуальної новели з головоломками, хоча зауважив іноді неточну роботу контролерів Joy-Con на Switch. Nintendo World Report високо оцінив стабільну роботу гри у портативному та докованому режимах, зручність подачі інформації та доступність для нових і досвідчених гравців, але критикував заплутані point-and-click епізоди та обмежену кількість збережень. Push Square відзначив якісне озвучення, гумор та захопливу детективну історію, проте вважав, що персонажі поступаються героям першої частини. RPGFan позитивно оцінив збалансованість персонажів, креативні головоломки та сильний сюжет, але критикував повторюваність оповіді, жорстку структуру, незадовільний фінал і своєрідне почуття гумору.

### Продажі
За даними чартів продажів Famitsu, у перший тиждень гра посіла 20-те та 29-те місця, продавши відповідно 2 333 та 1 319 копій, що становить загалом 3 652 продані копії за перший тиждень.

## Продовження
Третя гра серії, No Sleep For Kaname Date – From AI: The Somnium Files, була анонсована під час презентації Nintendo Direct 27 березня 2025 року. Вона вийшла для Nintendo Switch та Windows у Північній Америці та Європі 25 липня 2025 року. Автором сценарію та режисером став Кадзуя Ямада, а Котаро Учікоші вказаний як «режисер серії» та «супервайзер сценарію». Події гри відбуваються невдовзі після першої частини та перед подіями Nirvana Initiative.